# 日本の鋸

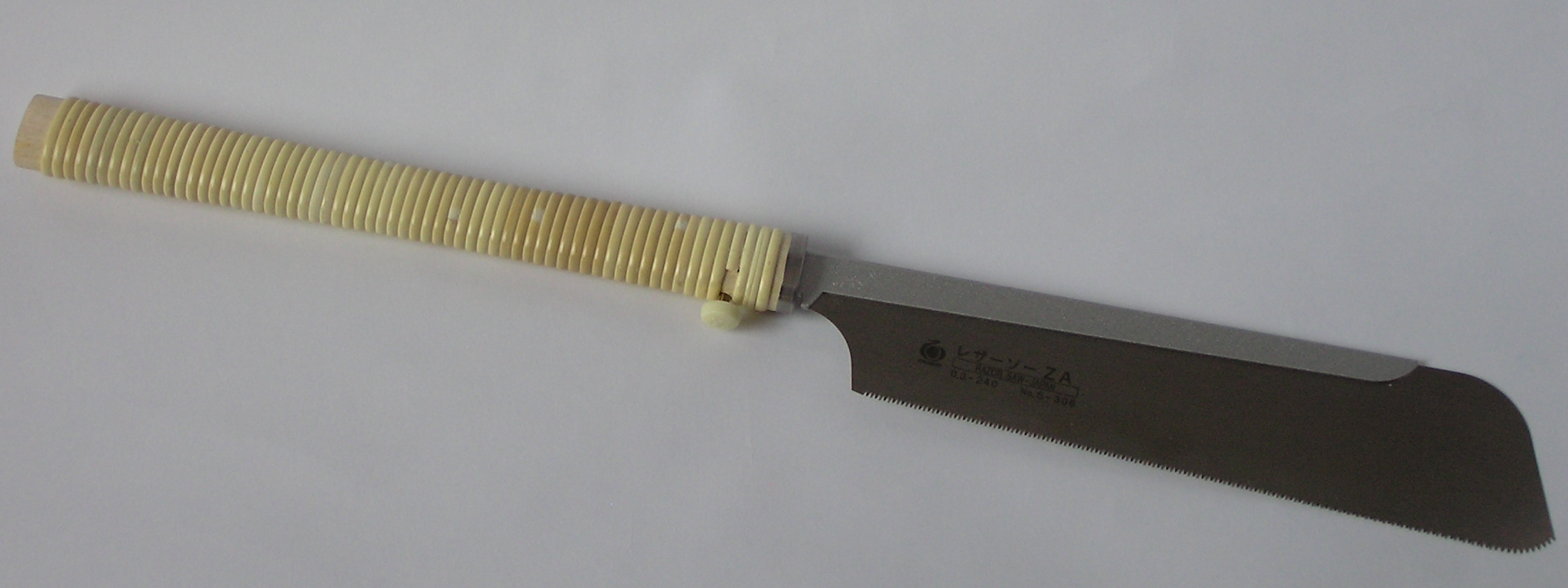
替刃式鋸

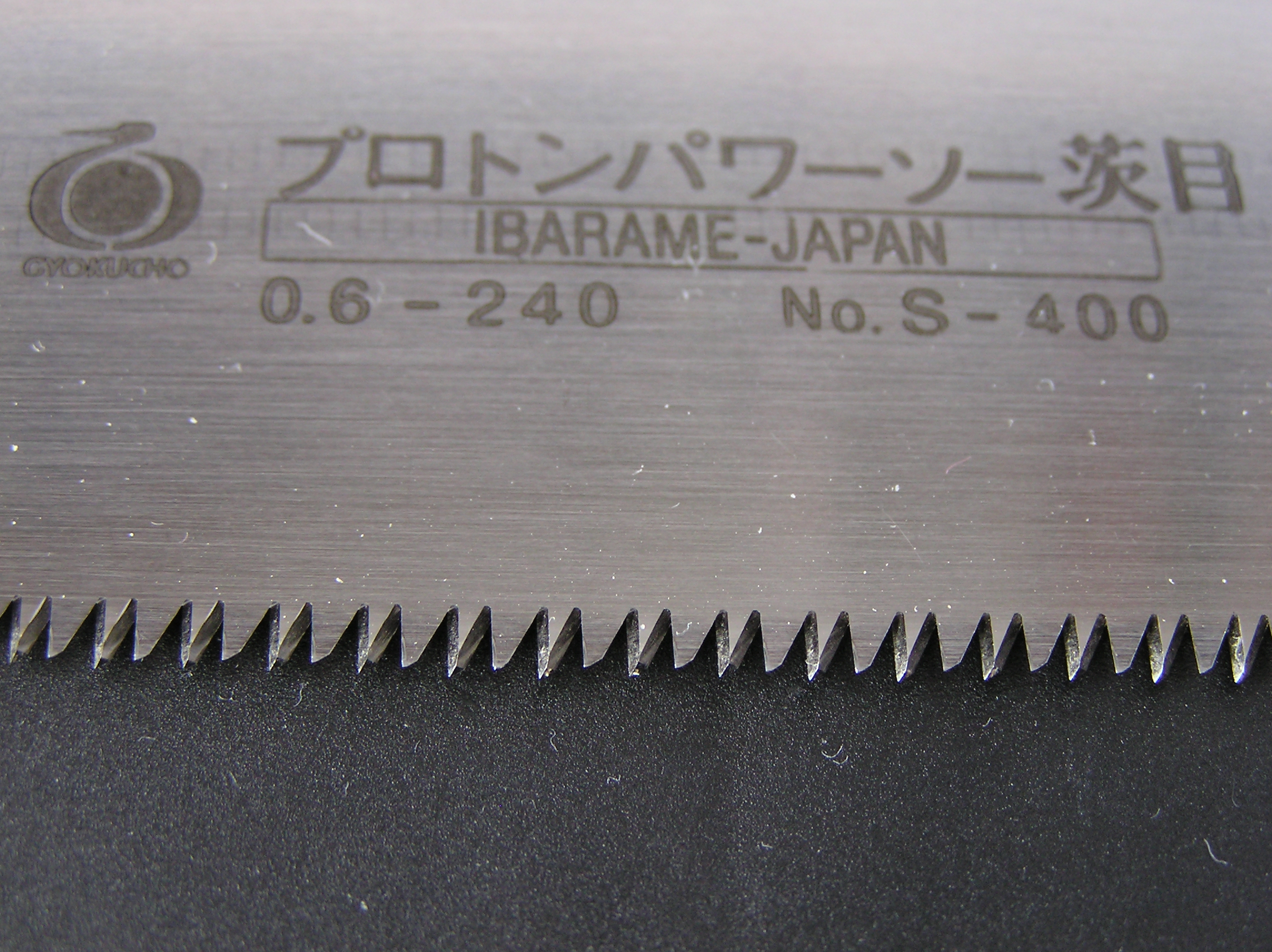
替刃式鋸の鋸刃

日本の鋸（にほんののこぎり）は、おもに日本で木工や木造建築において用いられる伝統的な形態の鋸である。鋸を押して材料を切断するヨーロッパなどの「押ノコ」に対し、日本の鋸は引いて切断する「引きノコ」である。このため刃は薄く、より効率よく、狭い切口（引目）で切断することができる。その半面、引く動作では体重をかけることが難しくなる。
日本の鋸は、日本以外でも使用されており、輸出もされている。輸出品の過半は、有力な鋸産地である兵庫県三木市に近い神戸港から輸出されている。輸出先はアメリカ合衆国が中心だが、近年ではヨーロッパ諸国への輸出量が拡大している。

## おもな種類

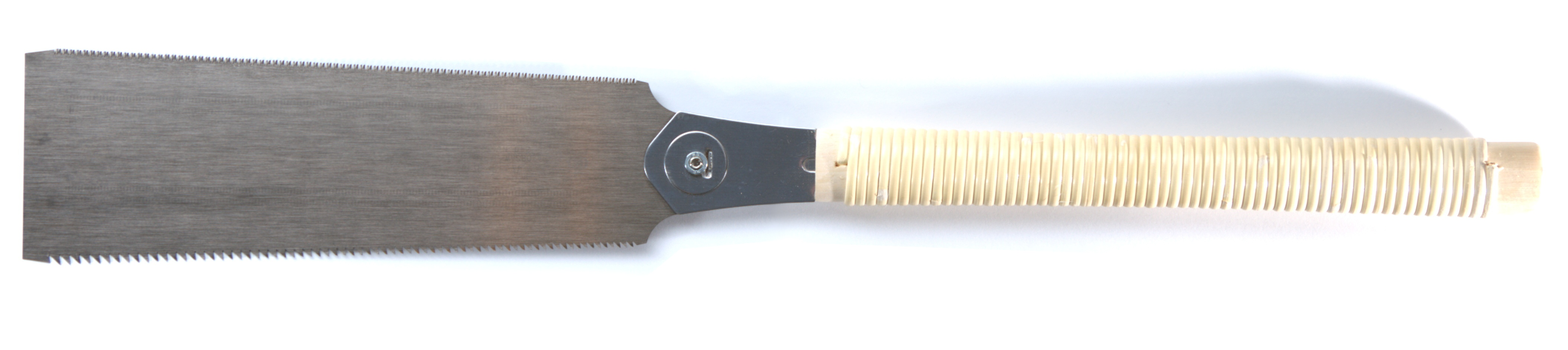
鋸板の両側に鋸刃の付いた両刃鋸

### 胴付鋸、胴突鋸（どうづきのこ）
鋸板の背（鋸刃のない側）が背金（鞘）で補強された片刃の鋸。（詳細は、胴付鋸を参照）

### 両刃、両歯（りょうば）
様々な大工仕事に用いることができるように、鋸板の両側に鋸刃がある鋸。鋸刃のひとつは木目を横切って挽く横挽き（横目）用、もうひとつは木目と平行して挽く縦挽き（縦目）用になっている。

### 畦挽（あぜびき）
細工に用いる小型の両刃鋸で、材木を角からではなく平面の表面から切り込むことができる。鋸刃は半月状のカーブになっており、平らな面のどこからでも切り込むことができる。

### 回し引き（まわしびき）
曲線を切るための鋸板が細い鋸で、ヨーロッパの keyhole saw に相当する。『和漢三才図会』巻第二十四「百工具」の記載では、「引き回し」と表記される。

### 替え刃（かえば）
刃の部分を脱着できるようにした鋸。

## その他の鋸

### 大鋸（おが/おおが）

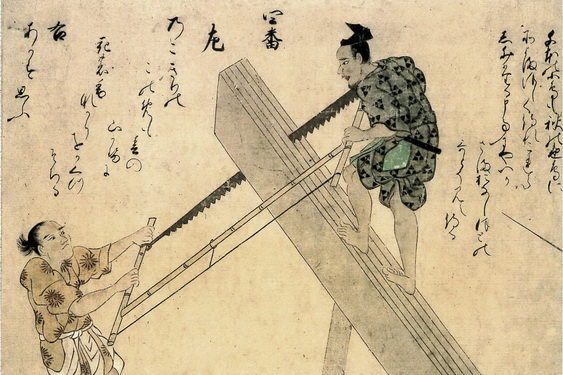
室町時代、大鋸による製材作業

動力鋸が導入される以前に使われていた、板を切り出すために用いられた大型の縦挽き鋸。2人用の大鋸では、ひとりが高い位置の台に上がって切る板を下にして立ち、もうひとりが板の下に立って作業する。
同じ漢字表記で「だいぎり」と読むと、2人用の大きな横挽き鋸を本来は指すが、両者を混用する言葉遣いもある。

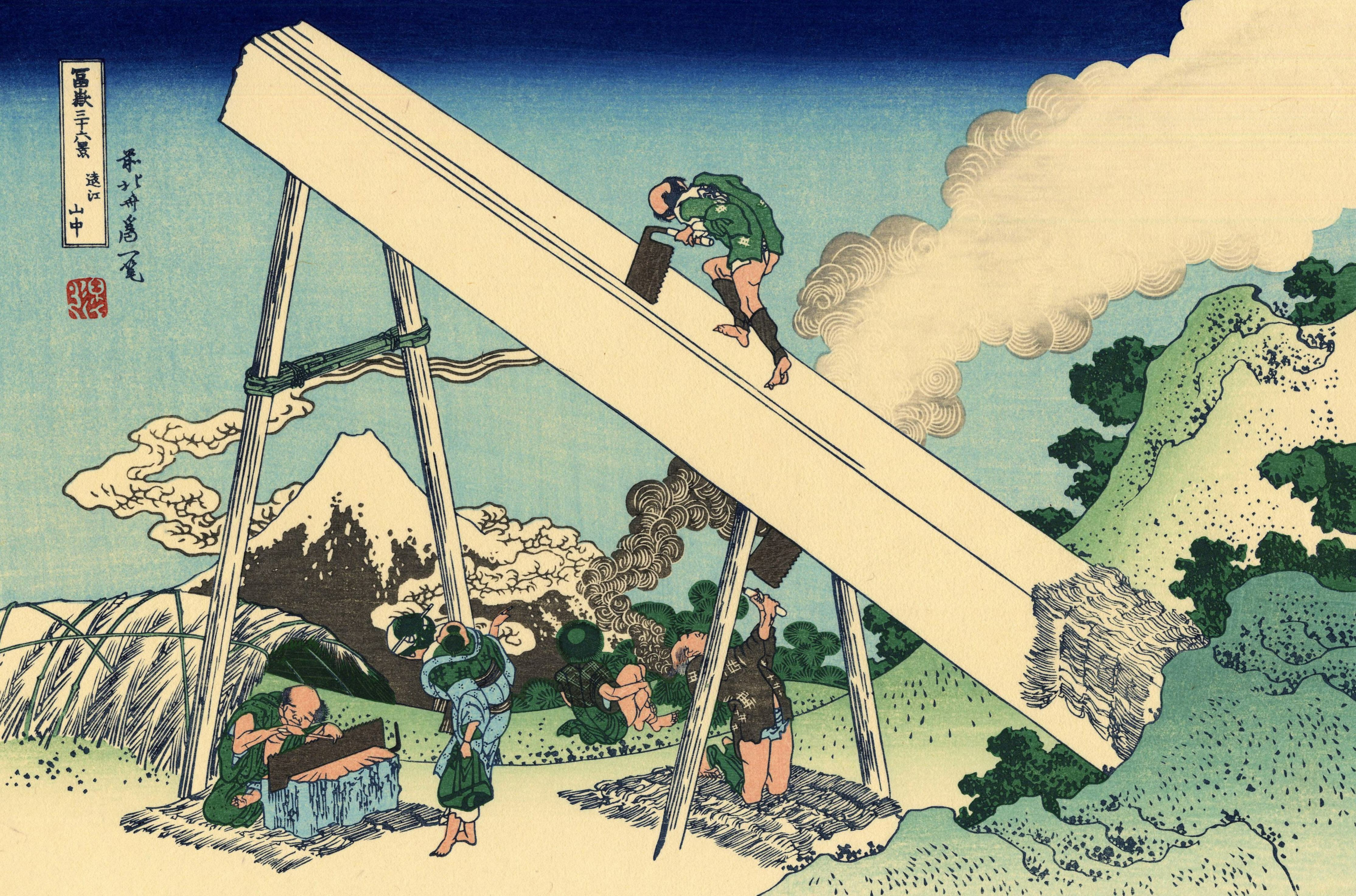
「富嶽三十六景・遠江山中」に描かれた、前挽き鋸による製材風景

### 前挽き（まえびき）
動力鋸が導入される以前に使われていた、板を切り出すための１人用の縦挽き鋸。前挽大鋸（まえびきおが）、木挽鋸（こびきのこ）とも言う。

## 備考
- 古代日本では、鋸の和名は「ノホキリ」と読み、『新撰字鏡』（897 - 900年）では「乃保支利（のほきり）」と表記し、『和名類聚抄』（935年）でも「能保岐利（のほきり）」と記されている。
- 『和漢三才図会』巻第二十四「百工具」の記載では、図に「舟鋸」が描かれている他、大鋸も3種ほど描かれている。
- 冒頭にあるように日本の鋸は輸出され、アメリカ、更には欧州にも拡大しており、またwikipediaでは現時点（2017年8月）で日本の鋸の項目は日本語以外に欧米を中心に11言語存在している。これは押しノコである欧米の鋸と異なり引きノコであるという特徴も一因にはあるが性能の高さが評価されている点も大きい。日本の鋸の性能がどの時点で世界的に高い水準となったかは不明ながら、ロシア人ヴァシーリー・ゴロヴニーンが1811年より約2年3ヶ月の間、松前に抑留された事件、いわゆるゴローニン事件での記録を著した『日本幽囚記』において日本の鋼製品一般を高く評価した上で「日本の鋸は非常に良くて、どんな硬い木からも非常に薄い板をひける」と取り上げて評価しており、19世紀初頭の段階で高いレベルにあったものと推察出来る。
- 伝統工芸となっている地方産品としての鋸も存在する。例としては、三木金物（兵庫県三木市）の一つ[5]や、木造船用として発達した房州鋸（千葉県南部）があるが、このうち房州鋸は職人が一人残るのみである[6]。